# J-League de 2000
A J-League de 2000 foi a oitava edição da liga de futebol japonesa profissional J-League. Foi iniciada em  março e com término em novembro de 2000.
O campeonato teve 14 clubes. O Kashima Antlers foi o campeão, sendo o vice Yokohama F Marinos.